# Кабаліто-де-тотора

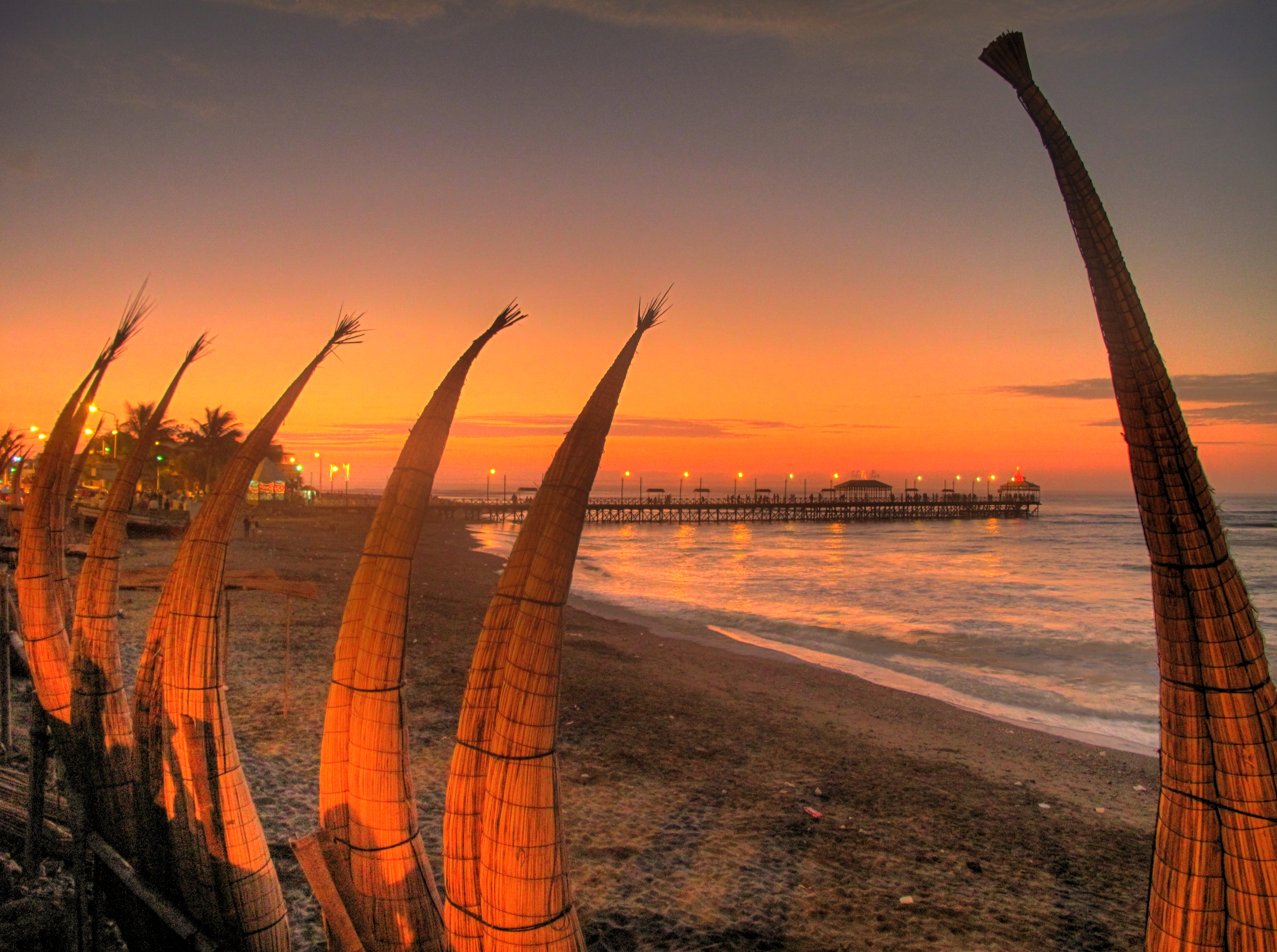
Очеретяні човни Кабалітос-де-тотора на пляжі Уанчако.

Кабаліто-де-тотора (ісп. caballito de totora), в множині кабалітос-де-тотора (ісп. caballitos de totora) — традиційні очеретяні гребні човни, які використовуються рибалками на тихоокеанському узбережжі Перу протягом останніх 3000 років, що підтверджено археологічними знахідками керамічних та металевих виробів із зображенням цих човнів.

## Етимологія

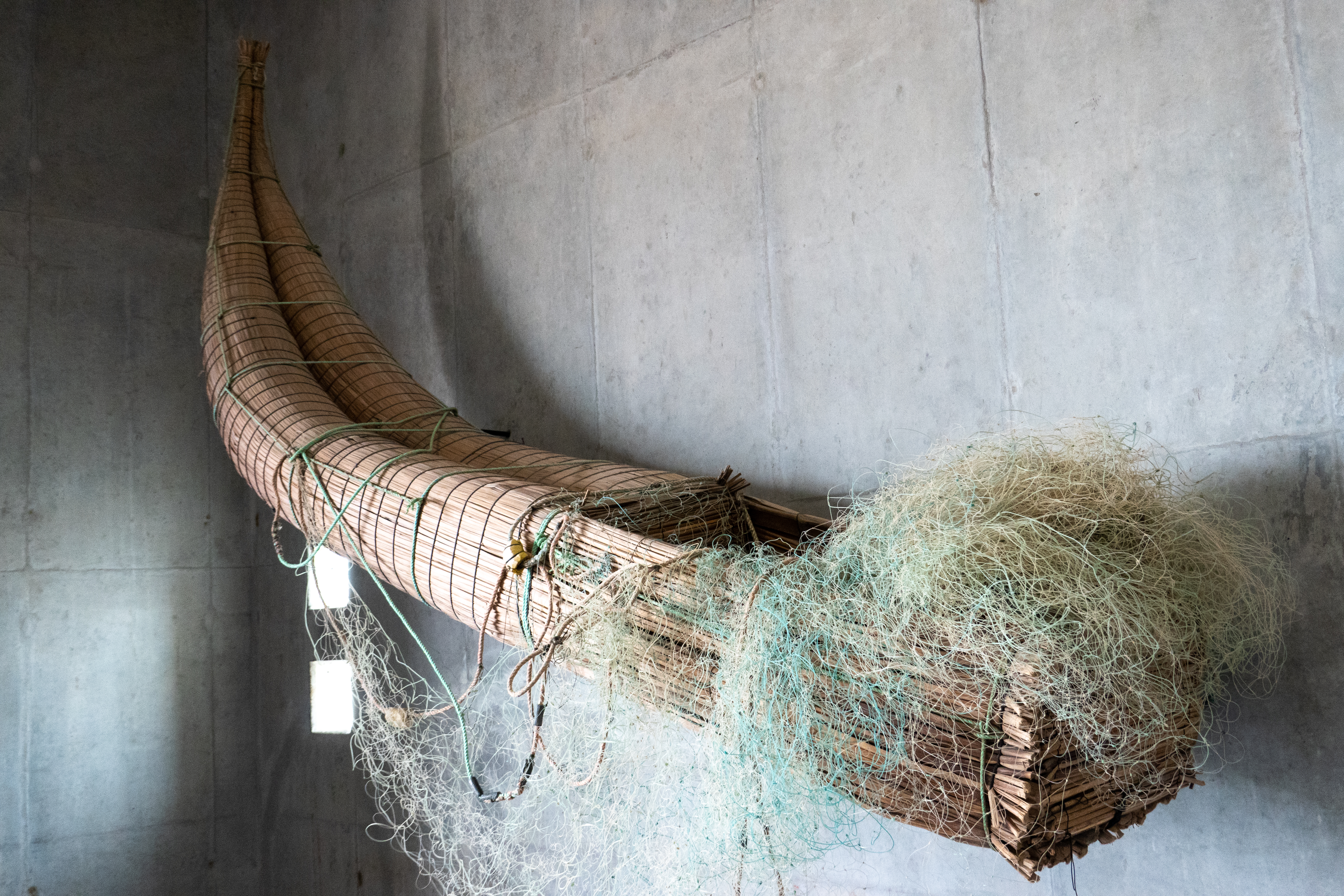
Кабаліто в музеї Као. Перу

Ці човни отримали свою назву кабаліто-де-тотора (дослівно з іспанської — «очеретяні коники»), через асоціацію, яку викликає вигляд рибалок, що сидять верхи на човнах, відпихаючись ногами, щоб подолати хвилі океанського прибою. Назва не є оригінальною, оскільки коні були завезені в Південну Америку лише після завоювання Імперії інків іспанськими конкістадорами на початку XVI ст. Оригінальна назва цих човнів — «туп» і «мучик», слова, що походять з мови, якою розмовляли носії культури Моче, але ці назви зникли ще в середині ХХ століття.

## Історія

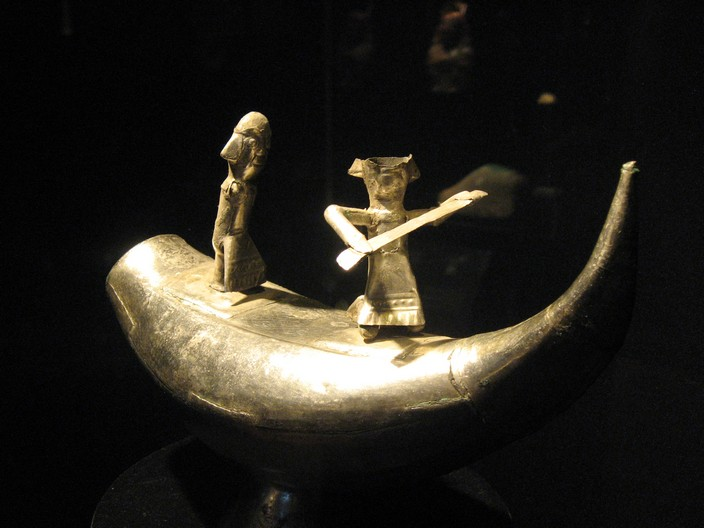
Кабаліто з гребцем і пасажиром. Позолочений метал. ~ 500 р. н. е.

Археологічні дані з території узбережжя Перу доводять, що човни, ідентичні по формі сучасним човнам кабаліто-де-тотора використовувались тубільними індіанцями ще три тисячі років тому.
Зображення цих човнів збереглись на керамічних і металевих виробах доколумбових і, навіть доінківських цивілізацій, що існували на тихоокеанському узбережжі Перу — зокрема культури Моче, що існувала приблизно з 100 по 700 рік і культури Чиму, що існувала з 900-х років до 1470 року, коли її було остаточно завойовано імперією інків. Центр обох цих культур розташовувався в районі сучасного міста Трухільйо, неподалік від Уанчако.
Цікаво, що на цих стародавніх зображеннях кабаліто-де-тотора використовується саме так, як це робиться і сьогодні — на човні сидить або одна людина, що займається риболовлею, або двоє пасажирів, що кудись пливуть.

## Опис

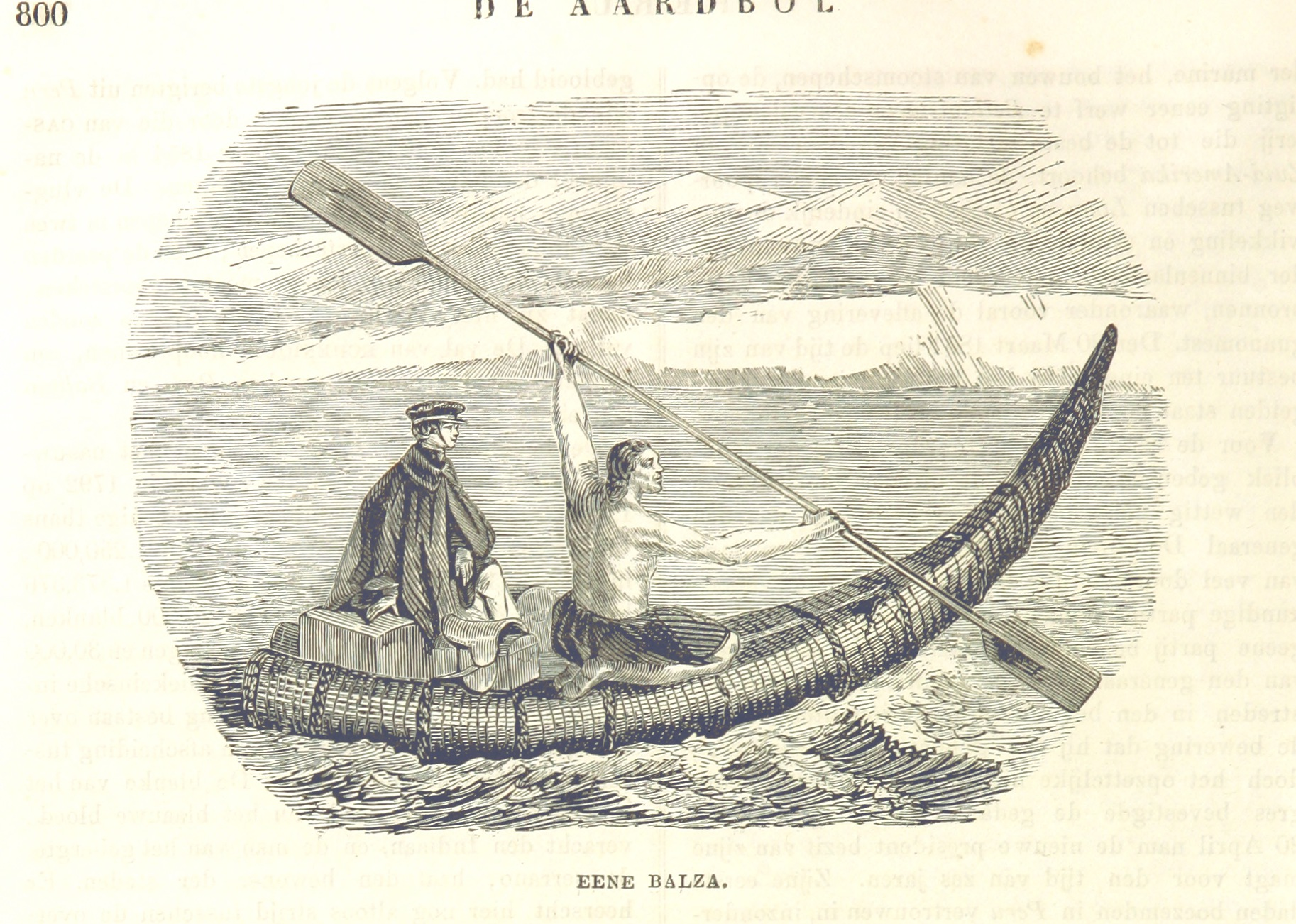
Перевезення пасажира на кабаліто-де-тотора. Малюнок 1839 р.

Кабаліто-де-тотора виготовляють з куги Schoenoplectus californicus  підвиду тотора (Schoenoplectus californicus subsp. Tatora), що використовувався для будівництва човнів подібної форми ще доколумбовими південноамериканськими цивілізаціями. Ніс човна загострений і вигнутий вгору, корма ширша і пласка. Човни формуються за допомогою мотузок зі зв'язок очерету і зазвичай мають довжину від 4,5 до 5 метрів і ширину від 0,6 до 1 м. Вага човна варіюється від 47 до 50 кг, і він може витримати до 200 кг корисного навантаження. Човен приводиться в рух за допомогою дволопатевого весла з розщепленого бамбука, подібного до весла каяка і рибалки віддалялися на ньому на відстань до 30 кілометрів від узбережжя.

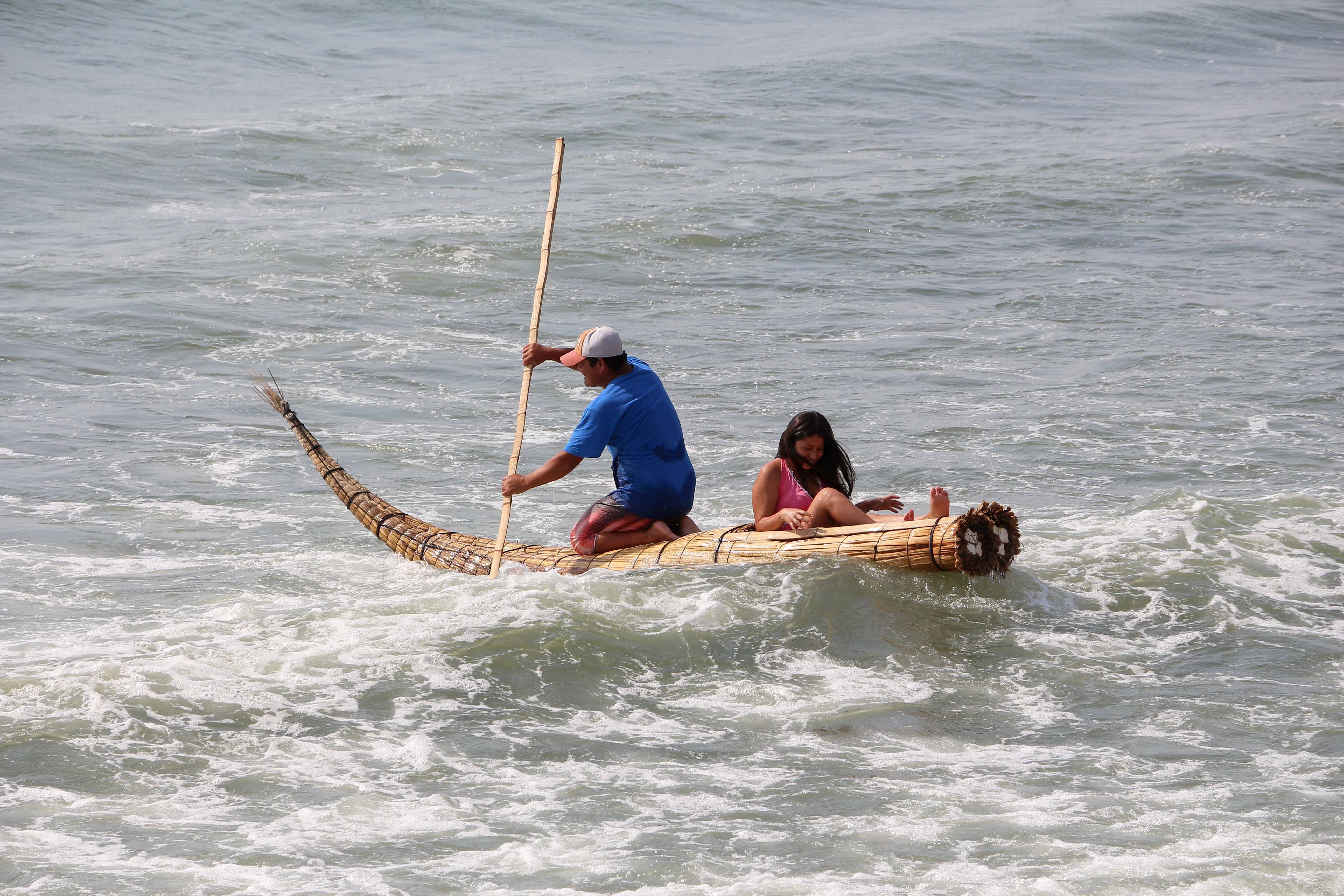
Сучасний кабаліто-де-тотора в Уанчако, Перу

Традиційно кабаліто-де-тотора використовувався індіанцями для риболовлі, за допомогою цих човнів вони встановлювали і збирали в океані риболовні сітки. Стандартний човен розрахований на одного рибалку, який сидить зверху на корпусі човна, при цьому відділення (ємність) на кормі використовується для складання сіток і улову. Проте човен може витримати до двох-трьох осіб, і таким чином, слугувати для перевезення пасажирів. В цьому випадку пасажир сідає у відділення на кормі, де зазвичай зберігається риболовний крам.
Оскільки при будівництві човна не використовуються гідроізоляція, човни досить швидко розмокають і потребують регулярної просушування. Тому місцеві рибалки тримають одночасно два або три човни. Поки один використовується в морі, інші просихають на пляжі. Строк життя човна не перевищує 2-3 місяців.
Протягом століть рибалки внесли мінімальні зміни в основні конструкції очеретяних човнів. На пляжі Піментел, недалеко від міста Чиклайо, сучасні майстри додали пінополістирол, щоб надати човну більш симетричної форми та створити водонепроникний плавучий відсік.
Човни з куги тотора під назвою «бальса» також будують індіанці народністей Уру та Аймара на озері Тітікака високо в горах Перу, але у них інша форма і за розмірами човни бальса значно перевищують кабаліто-де-тотора. З 2016 року куга тотора віднесена до національної культурної спадщини Перу.

## Болота Уанчако

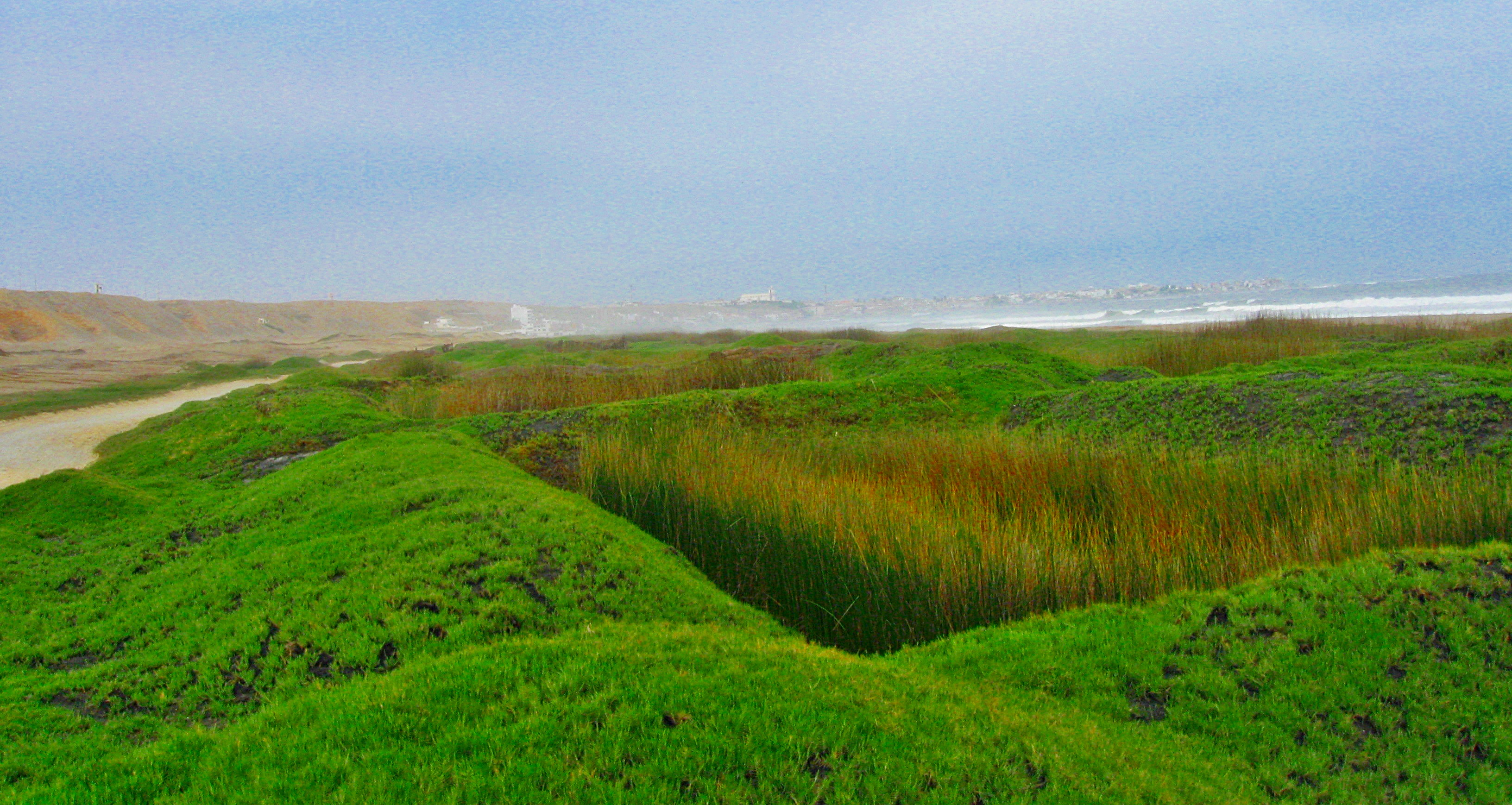
Болота Уанчако неподалік від Трухільйо, Перу.

Болота Уанчако, що яскраво-зеленою смугою тягнуться неподалік від океанського узбережжя — це екологічний парк, розташований на відстані близько 14 км на північний захід від історичного центру Трухільйо в Перу. Тут ще з давніх часів збирали сировину для будівництва човнів кабалітос-де-тотора, які ще з часів культури Моче використовувалися для риболовлі.
Сьогодні болота екологічного парку Уанчако дозволено використовувати лише для збору очерету тотора рибалками з Уанчако, які досі використовують очерет з цих боліт для виготовлення своїх рибальських човнів кабалітос-де-тотора.

## Поточне використання

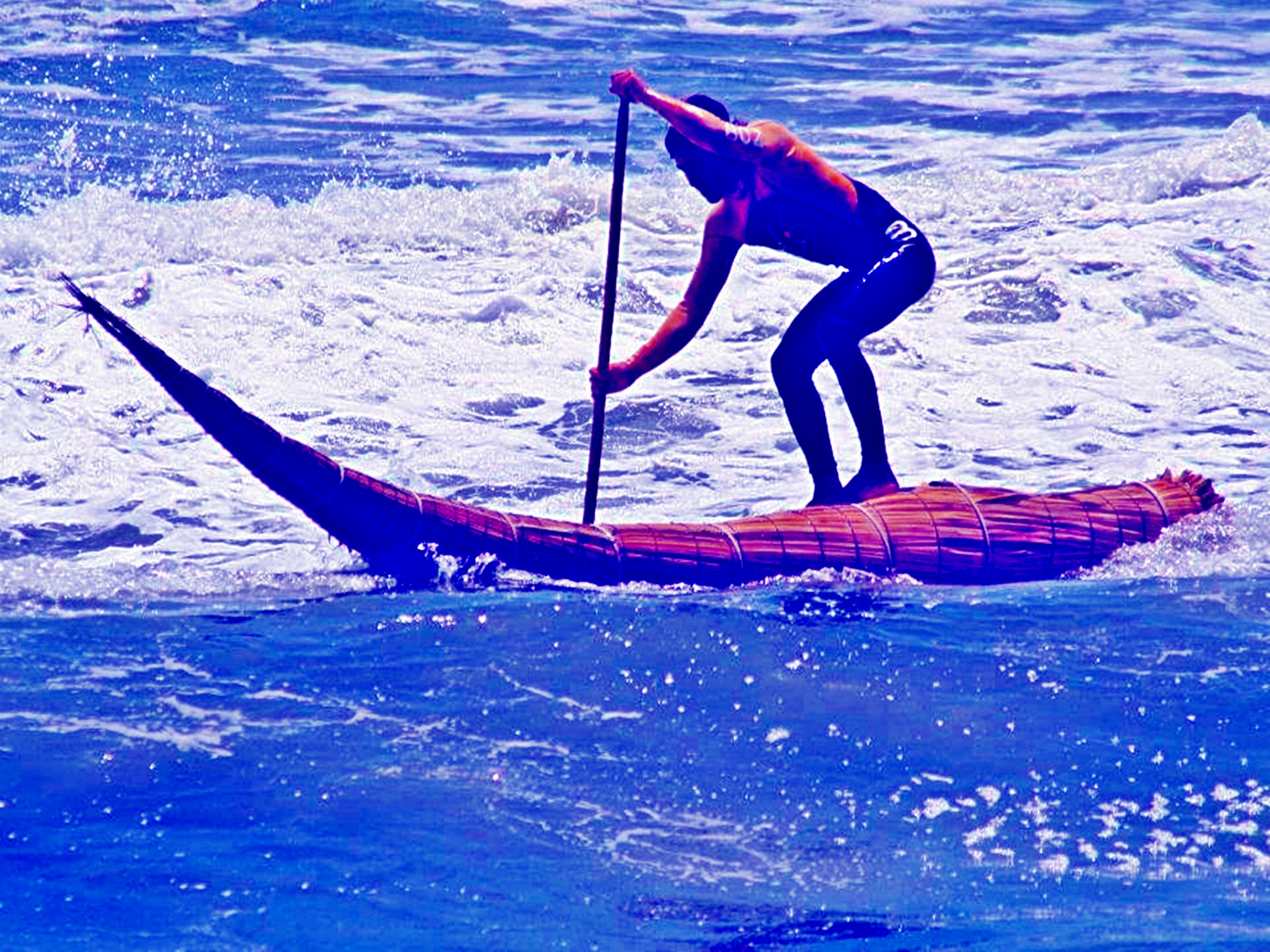
Серфер на кабаліто-де-тотора

Сьогодні особливою популярністю користуються човни кабаліто-де-татора рибалок з міста Уанчако (Huanchaco) на узбережжі Тихого океану, але їх також використовують в багатьох інших прибережних регіонах Перу.
Крім рибалок, останнім часом кабаліто-де-тотора використовуються також любителями відпочинку і розваг, які катаються на цих човнах на прибережних океанських хвилях. Сучасні серфери не сидять на кабаліто, а стоять на них, як на серферній дошці або на SUP і використовують не традиційне дволопатеве весло, а довге однолопатеве, схоже на весло для сапсерфінгу.

Беручи до уваги підтверджений вік кабаліто-де-тотора, катання на хвилях на цих човнах можна віднести до найдавнішої форми серфінгу. В даний час у світі серфінгу ведуться певні дискусії щодо того, чи можна катання на хвилях на кабаліто-де-тортора віднести до перших варіантів цього виду спорту чи ні.

## Галерея

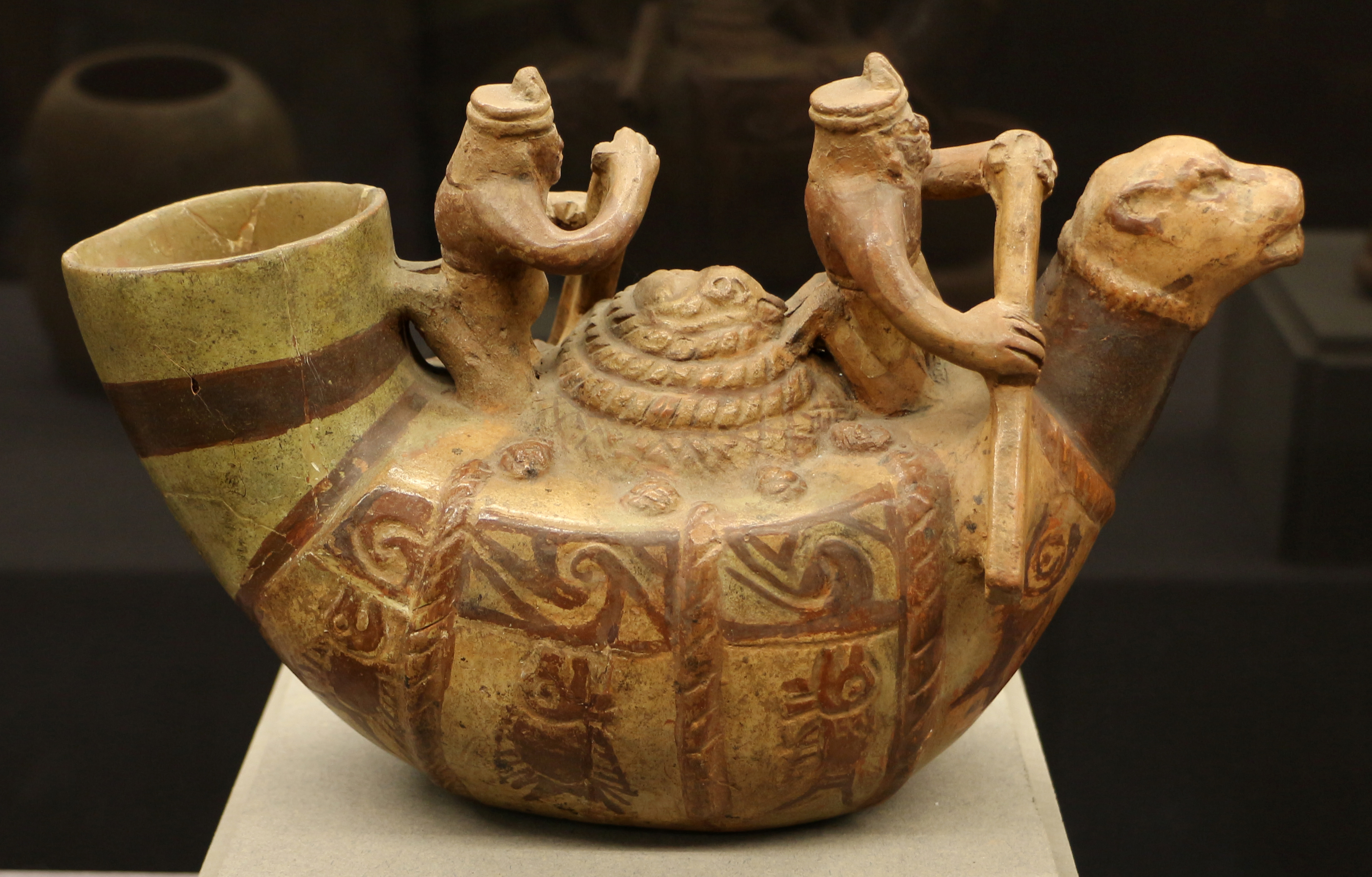
Кабаліто-де-тотора у кераміці Моче. (300 р. н.е.)
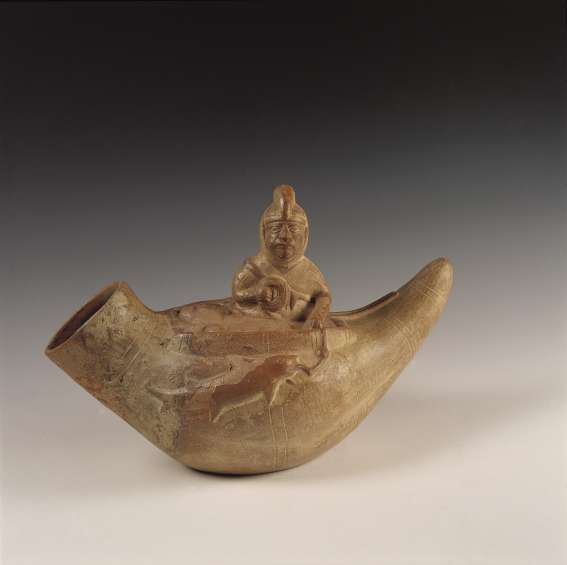
Рибалка у кераміці Моче. Музей Ларко. Ліма Перу.
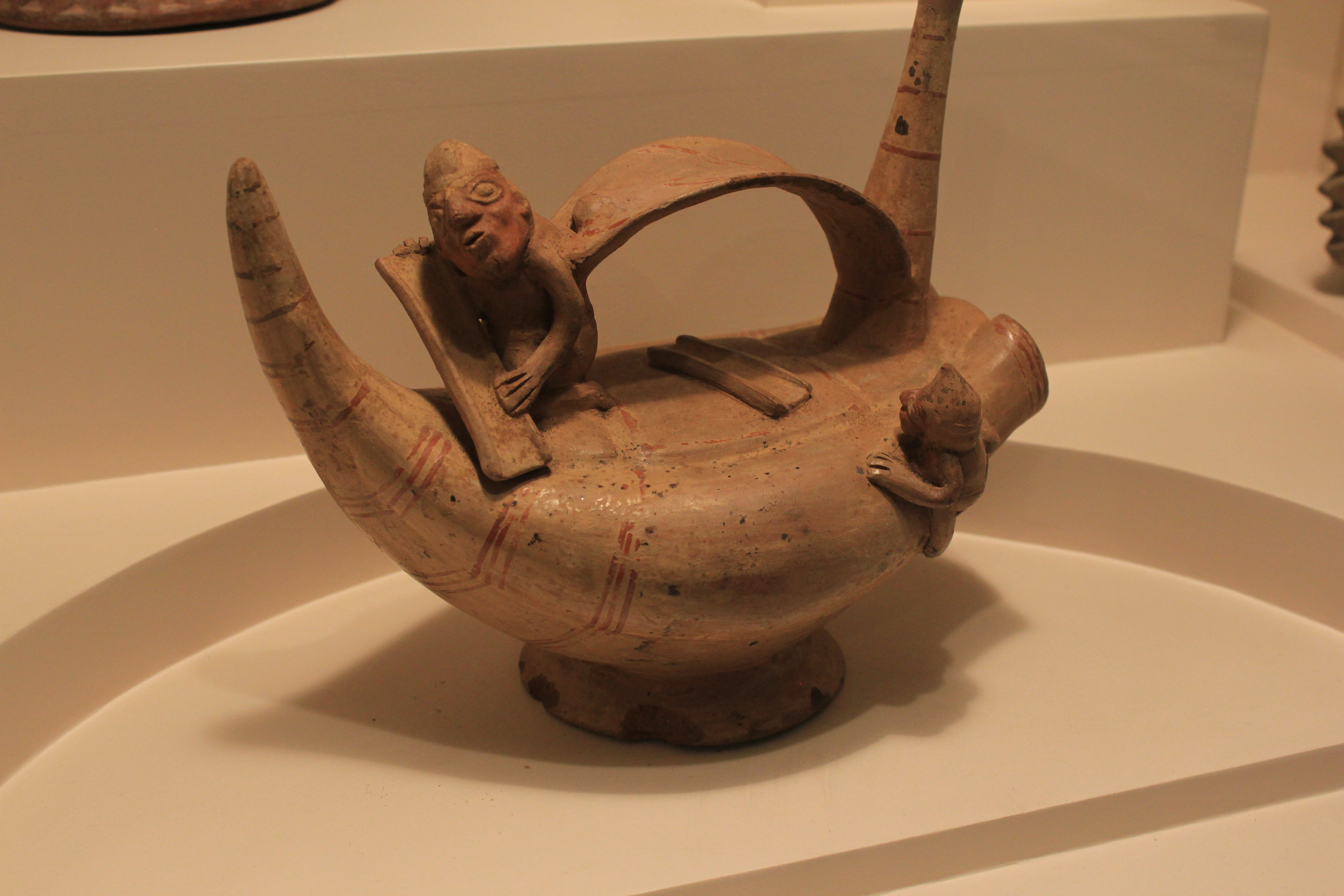
Кабаліто у кераміці Моче. Музей Ларко. Ліма Перу.
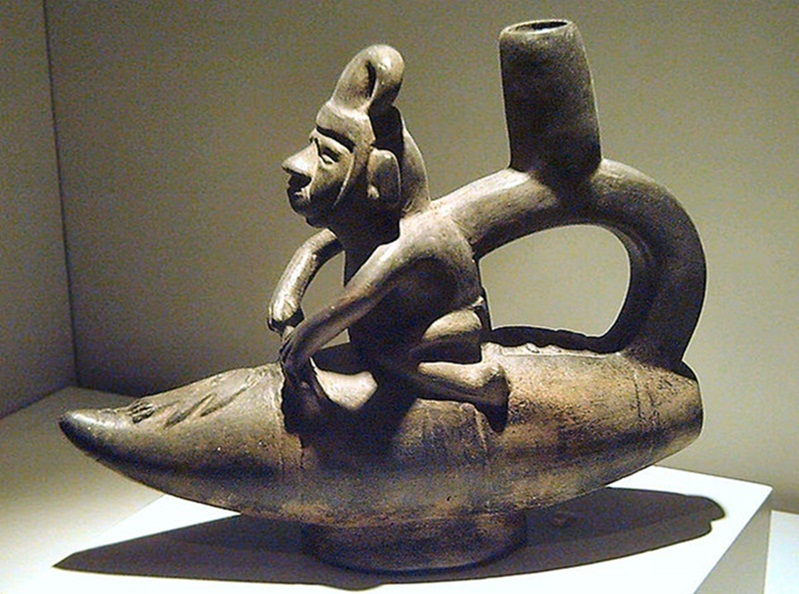
Кераміка культури чиму, (1100—1400 рр. н.е.)
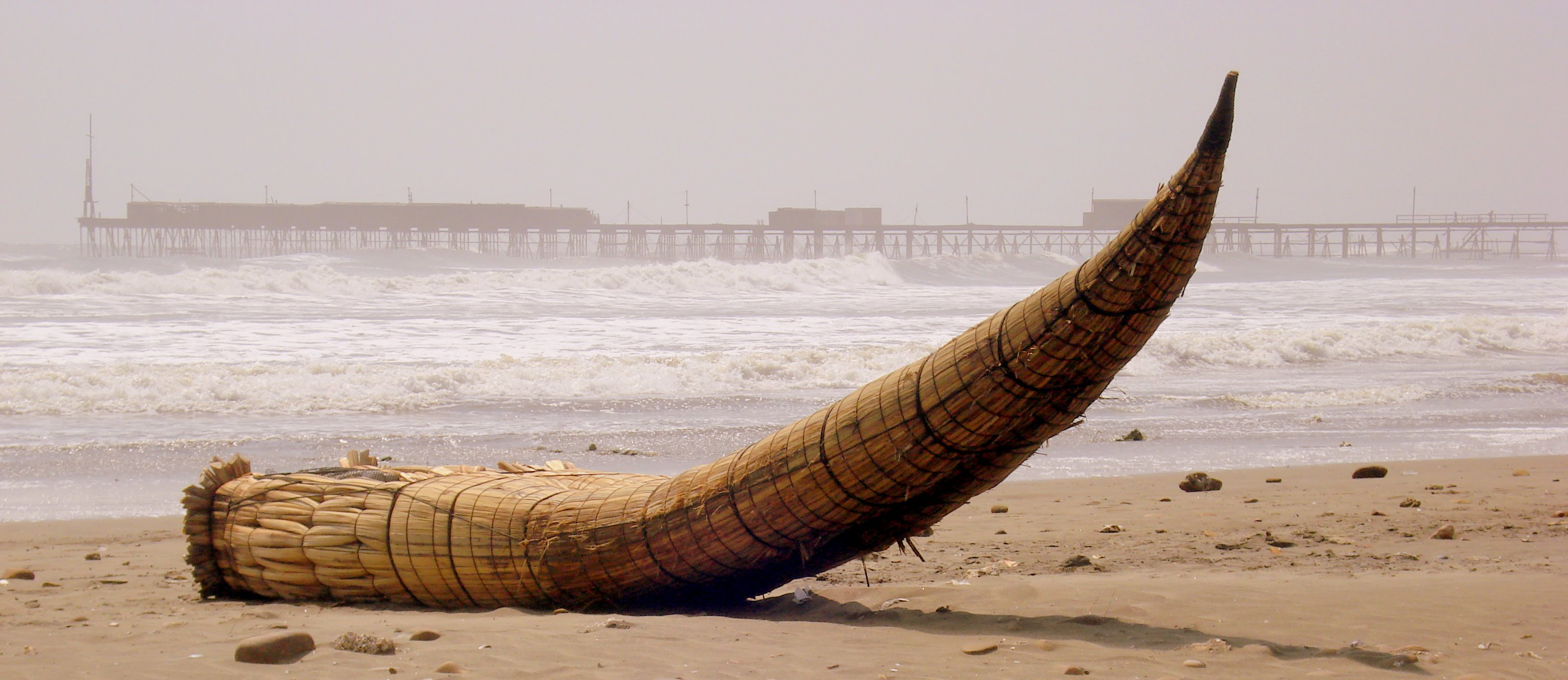
Сучасний рибальський кабаліто на пляжі
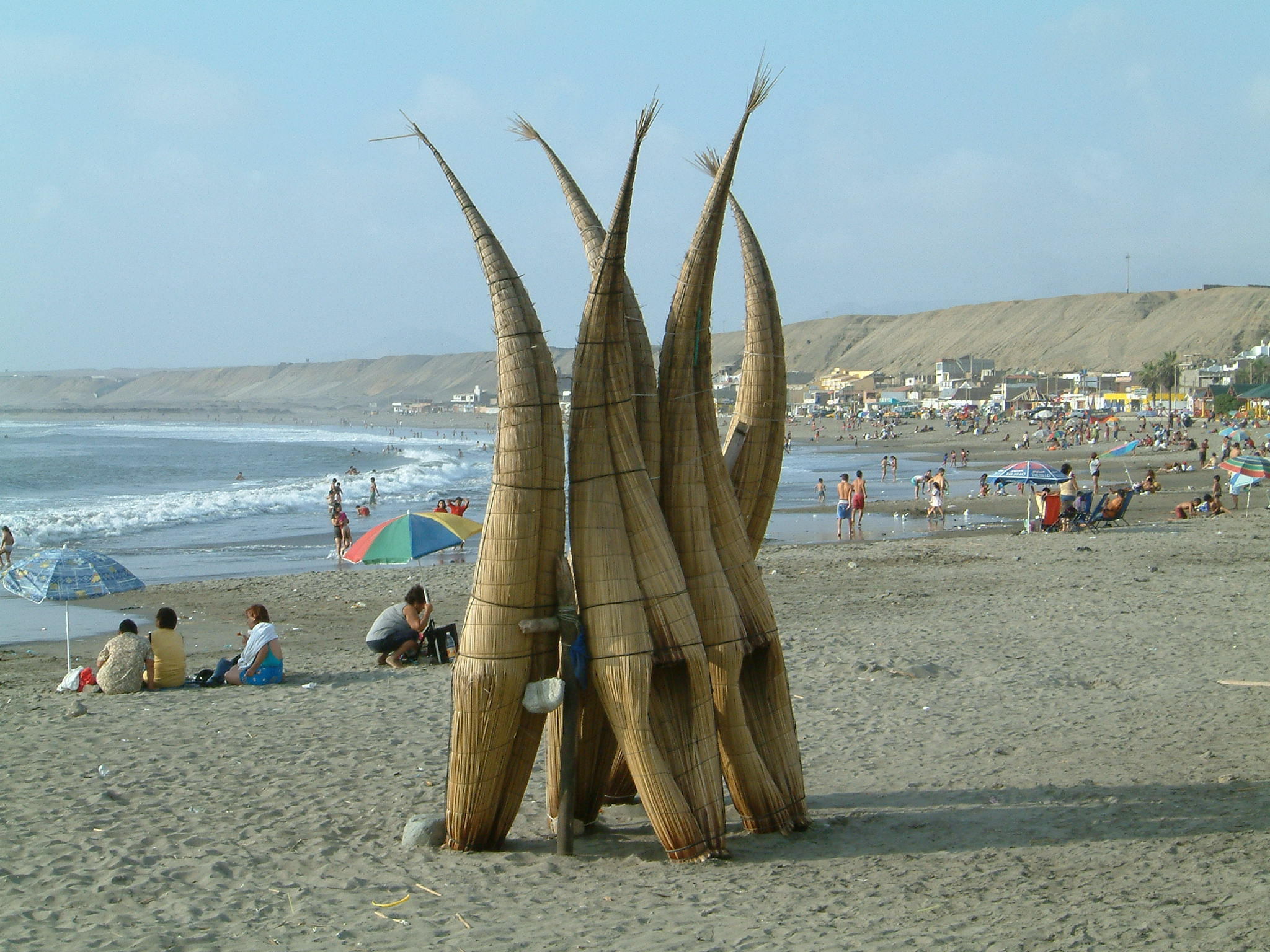
Рибальські кабалітос на пляжі Уанчако
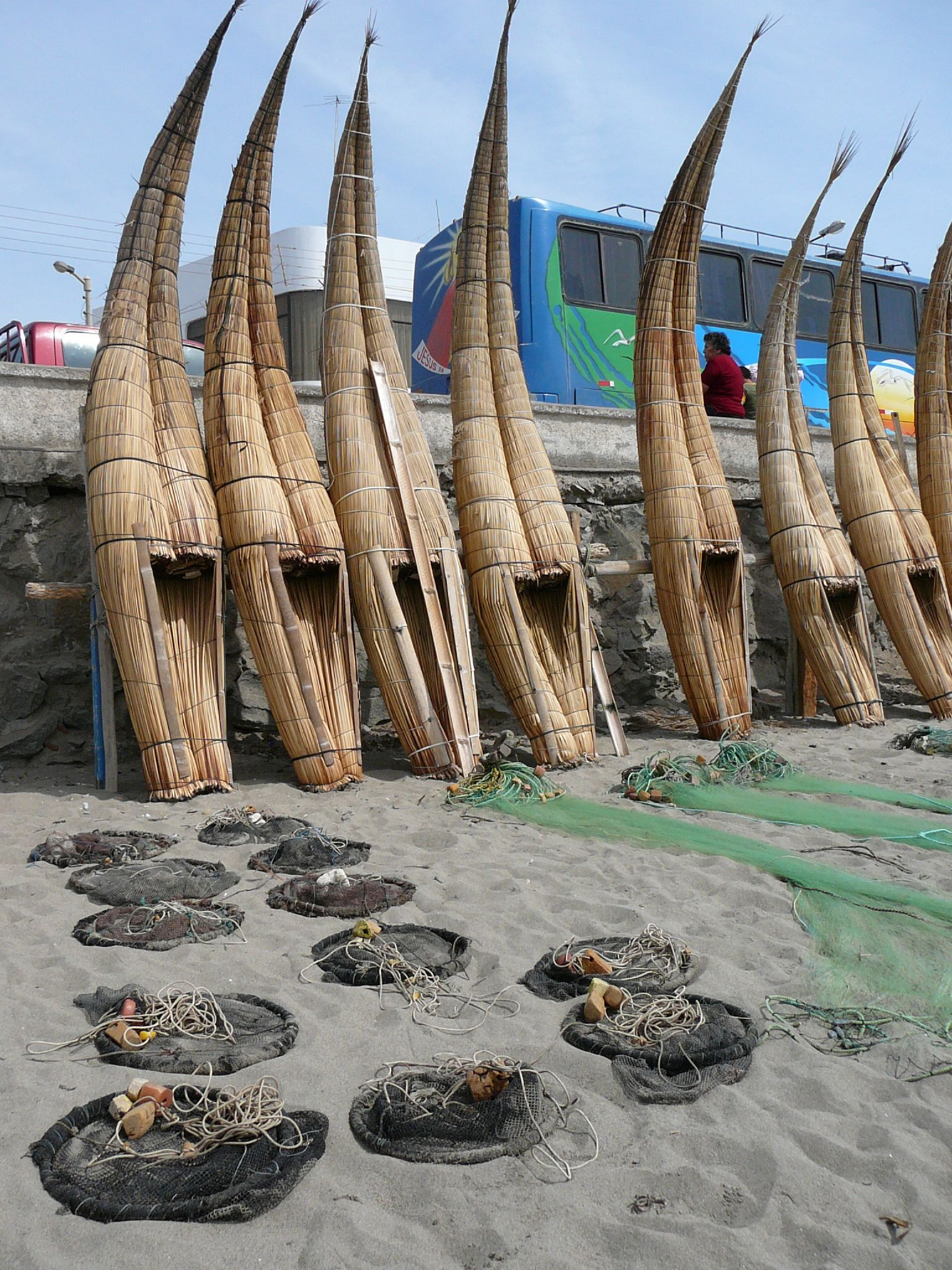
Кабалітос на пляжі Уанчако
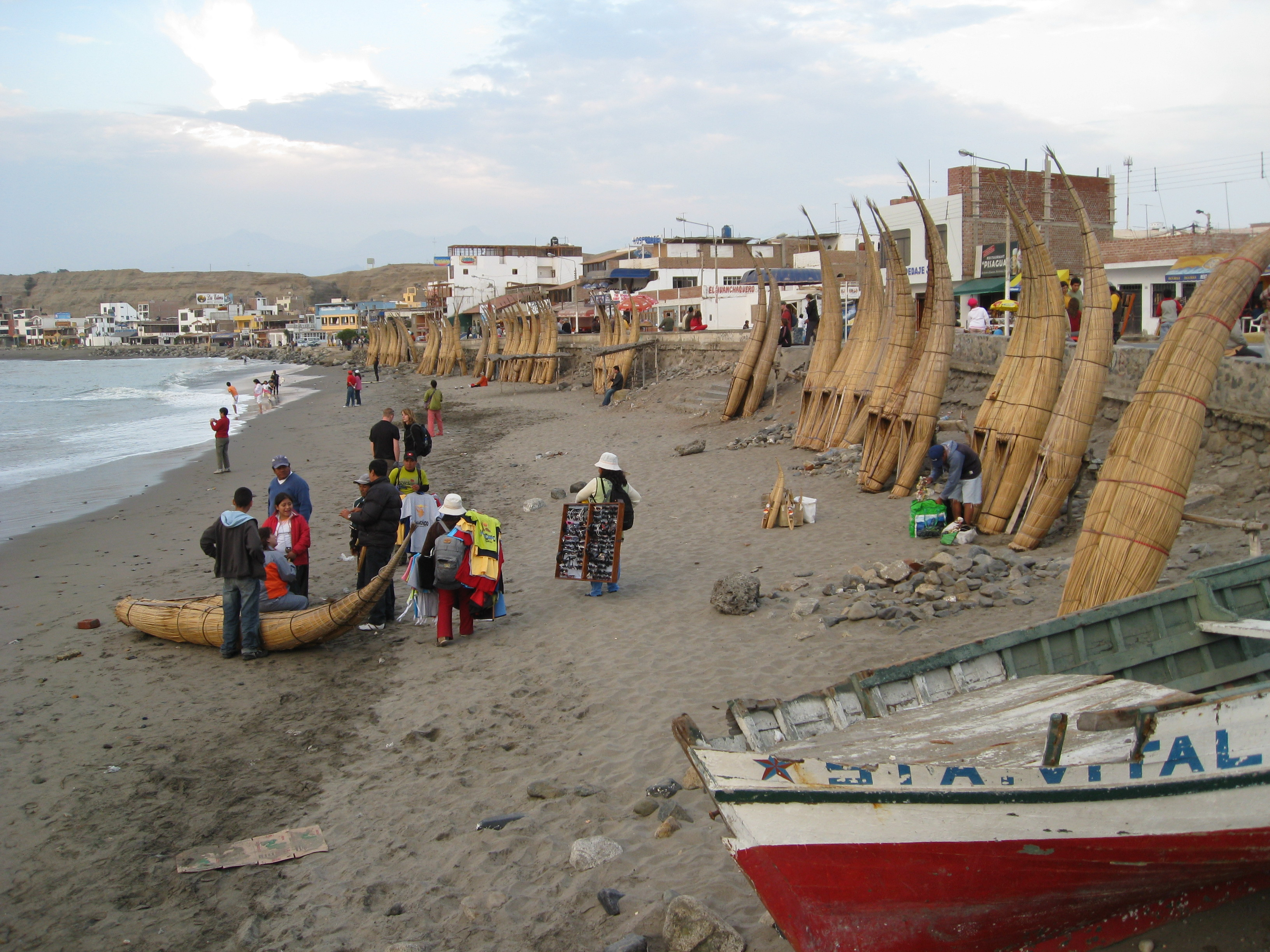
Кабалітос на пляжі в Перу
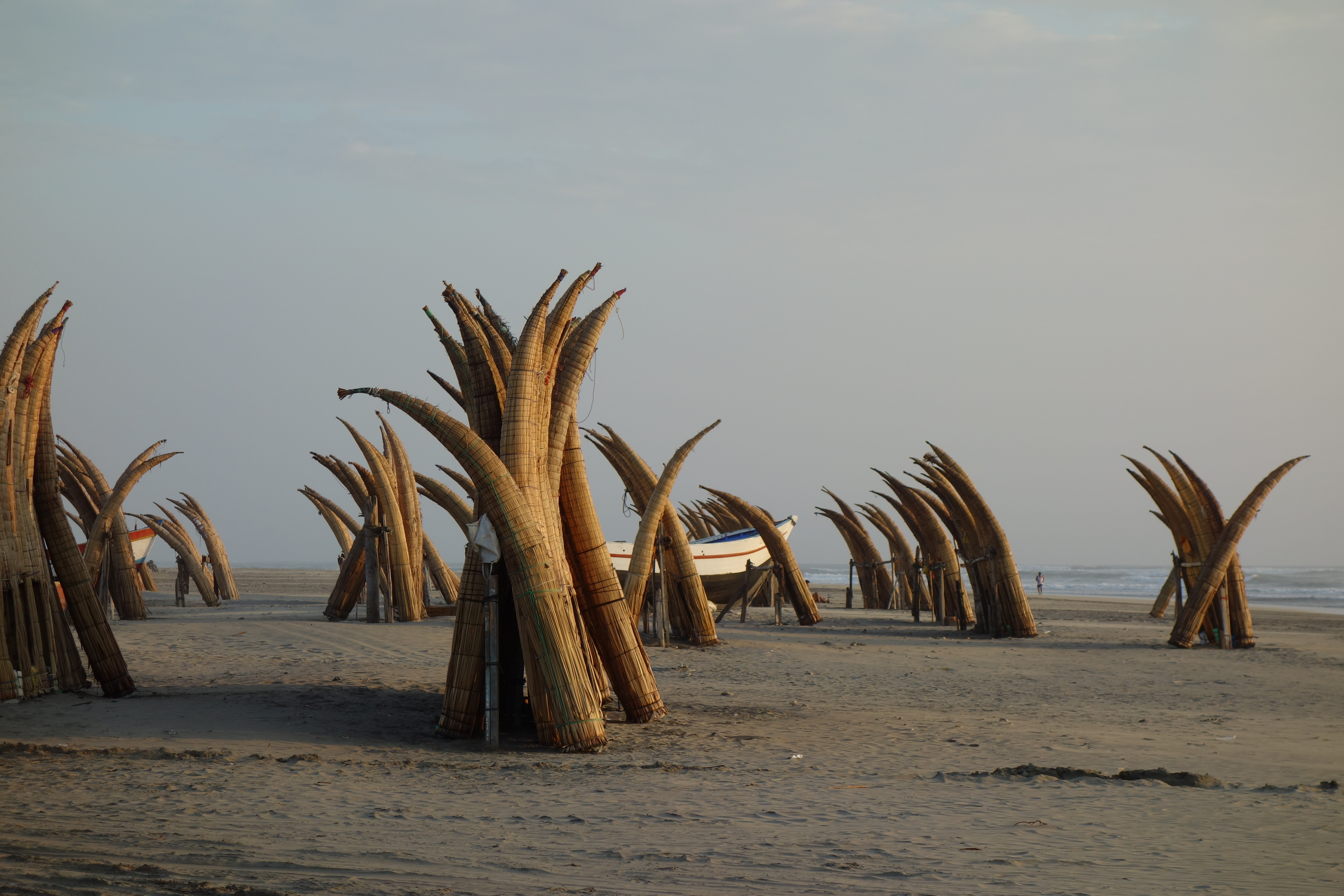
Кабаллітос на пляжі в Чиклайо, Перу
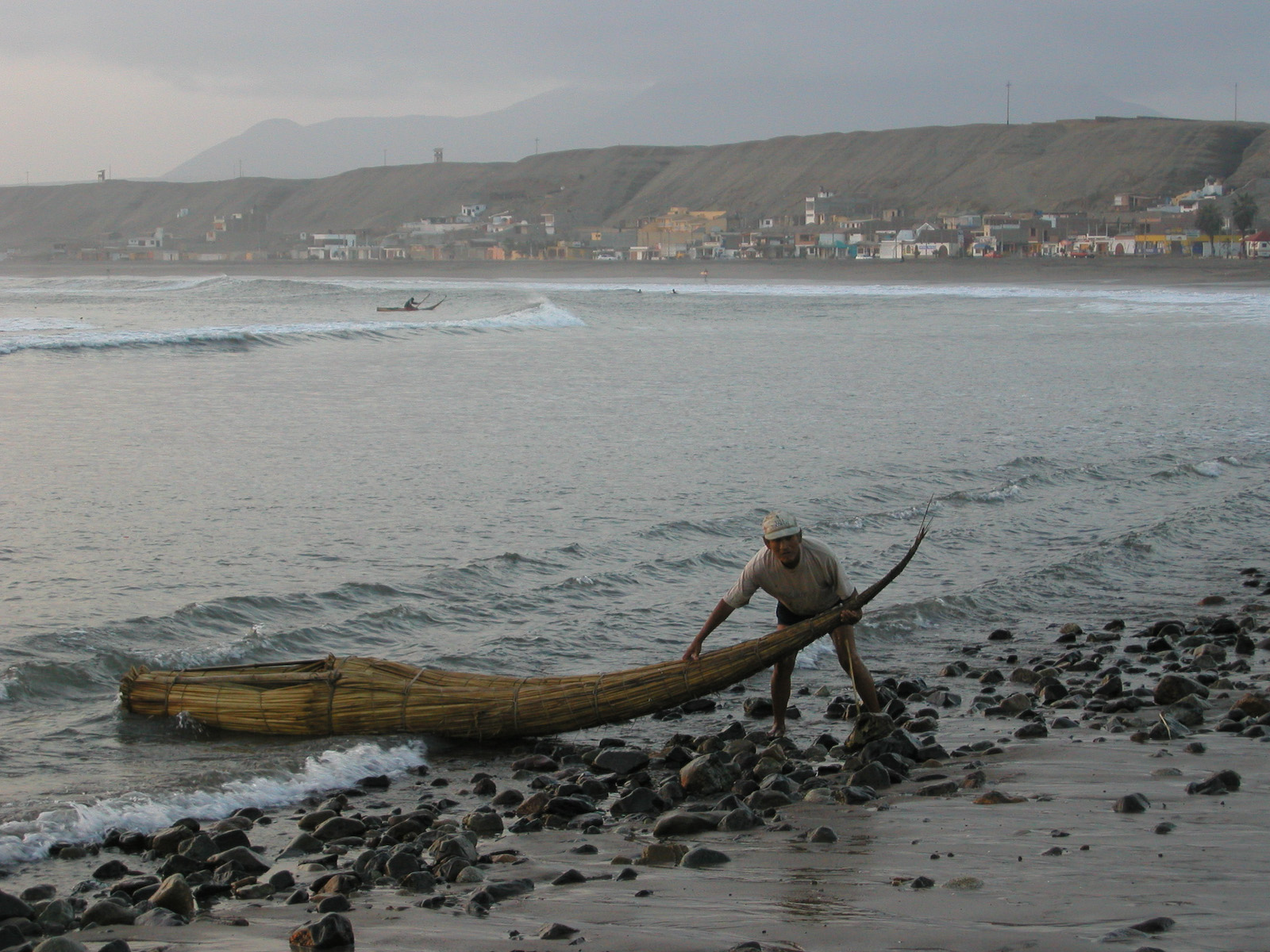
Рибалка витягає свій каббалітос з моря